# Ганс-Георг фон дер Марвіц (льотчик)
Ганс-Георг фон дер Марвіц (нім. Hans-Georg von der Marwitz; 7 серпня 1893, Олау — 12 травня 1925) — німецький льотчик-ас, оберлейтенант Прусської армії (28 серпня 1918).

## Біографія
Представник знатного прусського роду. Син генерала кінноти Георга фон дер Марвіца. Службу в армії розпочав в уланському полку №16, потім служив у піхотних полках №13 та №16. В березні 1916 року переведений в авіацію і почав свою льотну кар'єру в 5-й бомбардувальній ескадрі, потім до лютого 1917 служив в 10-й охоронній ескадрльї, де здобув одну перемогу. У березні 1917 року направлений в училище винищувальної авіації, після закінчення якого був призначений в 30-ту винищувальун ескадрилью. 17 квітня 1918 року став командиром цієї ескадрильї, але 17 червня був збитий та отримав поранення. 1 серпня 1918 року повернувся в свою ескадрилью. Всього за час бойових дій здобув 15 перемог. Загинув в авіакатастрофі.

## Нагороди
- Залізний хрест 2-го і 1-го класу
- Нагрудний знак військового пілота (Пруссія)
- Королівський орден дому Гогенцоллернів, лицарський хрест з мечами